# Hélène de Pourtalès
Hélène de Pourtalès, rozená Helen Barbey (28. dubna 1868 New York – 2. listopadu 1945 Ženeva) byla jachtařka amerického původu, reprezentující Švýcarsko.
Její otec Henry Isaac Barbey, byl finančník a železniční magnát, její matka Mary Lorillard byla dědičkou tabákového impéria. V roce 1891 se provdala za ovdovělého švýcarského hraběte Hermanna de Pourtalès, důstojníka pruské armády. Jejím nevlastním synem byl spisovatel a muzikolog Guy de Pourtalès.
Zúčastnila se Letních olympijských her 1900 na jachtě Lérina, jejíž posádku tvořili také její manžel a jeho synovec Bernard de Pourtalès. V prvním závodě kategorie od jedné do dvou tun, který se konal 22. května 1900 na Seině u Meulan-en-Yvelines, dojela Lérine na prvním místě a Hélène de Pourtalès tak jako první žena v historii získala olympijské vítězství. Ve druhém závodě, který se konal 25. května, skončili Švýcaři druzí za vítěznou lodí Německa.